# Liste der Monuments historiques in Westhalten
Die Liste der Monuments historiques in Westhalten führt die Monuments historiques in der französischen Gemeinde Westhalten auf.

## Liste der Bauwerke
| Bezeichnung  | Beschreibung                           | Standort                  | Kennzeichnung | Schutzstatus | Datum | Bild           |
| ------------ | -------------------------------------- | ------------------------- | ------------- | ------------ | ----- | -------------- |
| Zwei Brunnen | Zier- und Ziehbrunnen, 18. Jahrhundert | Rue de Soultzmatt (Lage)  | PA00085732    | Inscrit      | 1934  | weitere Bilder |
| Winzerhaus   | Massivbau mit Erker, bezeichnet 1595   | 12 rue de l’Église (Lage) | PA00085733    | Inscrit      | 1934  | weitere Bilder |

## Liste der Objekte
| Bezeichnung                | Beschreibung                         | Standort                       | Kennzeichnung | Schutzstatus | Datum | Bild |
| -------------------------- | ------------------------------------ | ------------------------------ | ------------- | ------------ | ----- | ---- |
| Orgel                      | Haupteintrag für PM68000420          | in der Kirche St-Blaise (Lage) | PM68000951    | Classé       | 1982  |      |
| Instrumentalteil der Orgel | 1841 von Valentin Rinckenbach gebaut | in der Kirche St-Blaise (Lage) | PM68000420    | Classé       | 1982  |      |